# Pseudostomella malayica
Pseudostomella malayica är en djurart som tillhör fylumet bukhårsdjur, och som beskrevs av Jeanne Renaud-Mornant 1967. Pseudostomella malayica ingår i släktet Pseudostomella och familjen Thaumastodermatidae. Inga underarter finns listade i Catalogue of Life.